# Ekaterina Petrovna Chouvalova
Pour les autres membres de la famille, voir Saltykov.
Ekaterina Petrovna, comtesse Chouvalova, née Saltykova (23 juin 1743 - 13 octobre 1817, Rome), est une dame d'honneur russe.

## Biographie
Fille de Piotr Saltykov et petite-fille de Iouri Iourievitch Troubetskoï (it), elle épouse en 1762 le comte Andreï Petrovitch Chouvalov, fils de Pierre Ivanovitch Chouvalov. Peu de temps après son mariage, son mari réalise un Grand Tour, qui comprenait entre autres, une visite à Voltaire, à Ferney.
De retour en 1766 à Moscou, elle devient dame d'honneur de l'impératrice Catherine II de Russie. Grâce à ses faveurs, Catherine Petrovna prend une place prépondérante à la Cour. L'impératrice lui confia la tâche d'accompagner à Saint-Pétersbourg les jeunes princesses de Bade, dont l'une, Louise, était destinée à épouser le grand-duc Alexandre Pavlovitch, futur Alexandre Ier de Russie. Elle devient alors la dame d'honneur de la jeune princesse.
Elle était la confidente de Platon Alexandrovitch Zoubov.
Le jour du couronnement de Paul Ier de Russie, en 1797, elle reçoit l'ordre de Sainte-Catherine.
Elle est la mère de Pavel Andreïevitch Chouvalov (1776-1823) (it) et de Piotr Chouvalov, ainsi que la belle-mère du prince Mikhaïl Andreïevitch Galitzine (1765-1812) et du prince Franz Joseph von Dietrichstein.

## Sources
- (ru) Cet article est partiellement ou en totalité issu de l’article de Wikipédia en russe intitulé « Шувалова, Екатерина Петровна » (voir la liste des auteurs).